# زامورا (الإكوادور)
زامورا (بالإسبانية: Zamora de los Alcaides) هي مدينة، في الإكوادور، تقع في مقاطعة زامورا تشينتشيبه، وكانتون زامورا، هي عاصمة مقاطعة زامورا تشينتشيبه، بلغ عدد سكانها 12,386 نسمة وذلك حسب إحصائيات سنة 2010، تبلغ مساحتها 560.75 كيلومتر مربع، رمزها البريدي هو EC220150.